# Jean-Claude Brondani

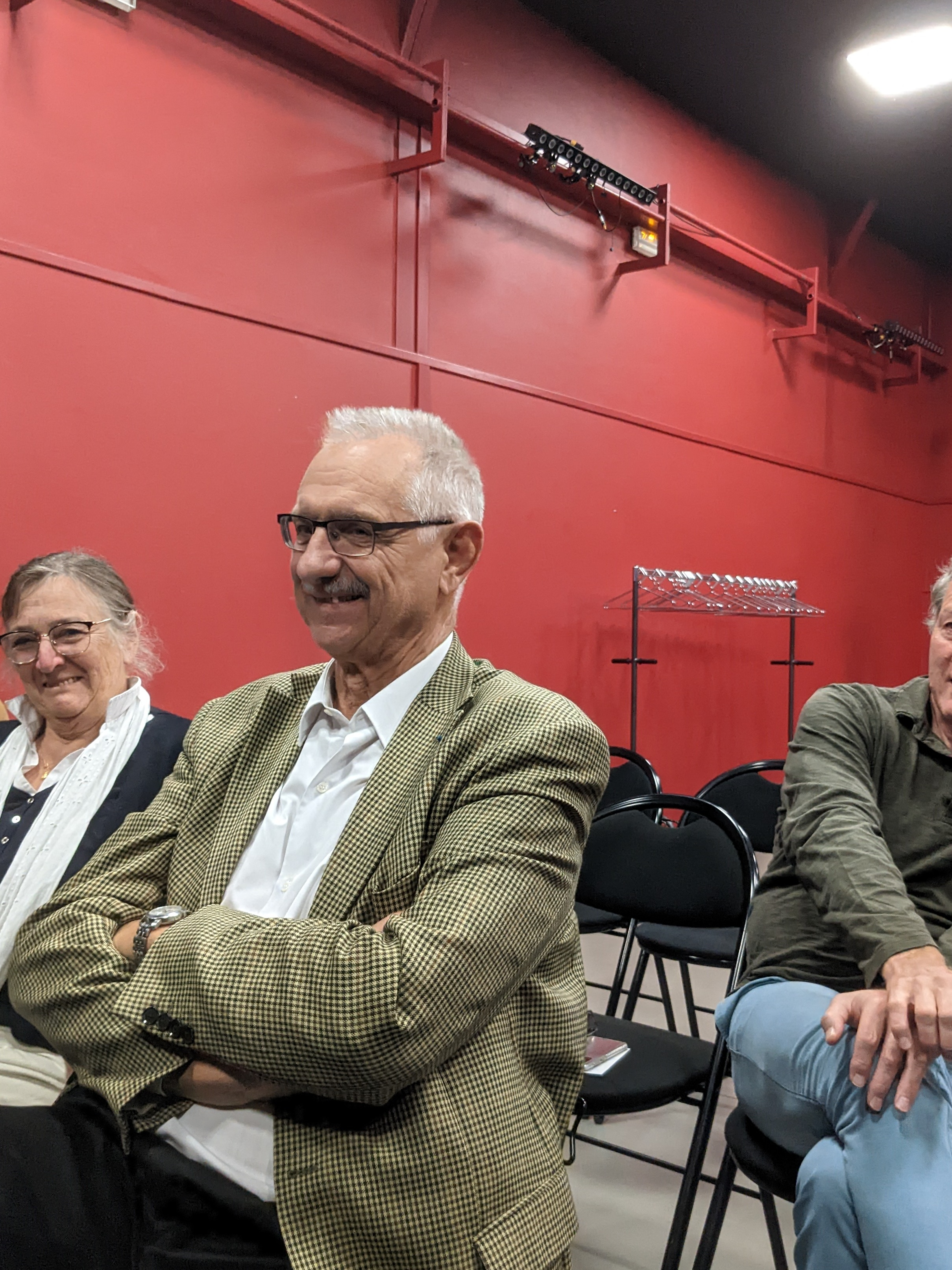
Jean-Claude Brondani, 2022

Jean-Claude Brondani (* 2. Februar 1944 in Houilles) ist ein ehemaliger französischer Judoka. Er gewann 1972 eine olympische Bronzemedaille.

## Sportliche Karriere
Der 1,95 m große Brondani trat im Schwergewicht oder in der offenen Klasse an. 1966, 1968 und 1970 war er Landesmeister im Schwergewicht, 1969, 1970 und 1972 siegte er in der offenen Klasse.
Seine erste internationale Medaille gewann er bei den Amateur-Europameisterschaften 1964, als er den dritten Platz im Schwergewicht belegte. 1967 erkämpfte er eine Bronzemedaille bei der Universiade in Tokio, im Jahr darauf erhielt er eine weitere Bronzemedaille bei den Studentenweltmeisterschaften. Bei den Europameisterschaften 1970 gewann Brondani Bronze in der offenen Klasse. Zwei Jahre später erreichte er bei den Europameisterschaften in Voorburg das Finale in der offenen Klasse und erhielt die Silbermedaille hinter dem Niederländer Willem Ruska.
Wie Ruska trat Brondani bei den Olympischen Spielen 1972 in München sowohl im Schwergewicht als auch in der offenen Klasse an. Im Schwergewicht verlor Brondani im Poolfinale gegen Giwi Onaschwili aus der Sowjetunion. In der Hoffnungsrunde unterlag er dem Japaner Motoki Nishimura und belegte den fünften Platz. Zehn Tage später siegte Brondani im Poolfinale der offenen Klasse gegen den Briten Angelo Parisi. Im Halbfinale verlor er gegen Willem Ruska und erhielt eine Bronzemedaille.